# 紀元前152年
紀元前152年（きげんぜん152ねん）は、ローマ暦の年である。

## 他の紀年法
- 干支 : 己丑
- 日本
  - 開化天皇6年
  - 皇紀509年
- 中国
  - 前漢 : 景帝5年
- 朝鮮
  - 檀紀2182年
- 仏滅紀元 : 393年
- ユダヤ暦 : 3609年 - 3610年

## できごと

### セレウコス朝
- セレウコス朝の王位を狙うアレクサンドロス・バラスは、ハスモン朝のヨナタンに接触し、デメトリオス1世よりも有利な条件を提案した。特に、バラスは、エルサレムの大司祭の職を与えることを申し出た。それへの答えとして、ヨナタンはデメトリオス1世への支援を引き揚げ、バラスに対する忠誠を誓った。その後、ヨナタンは一族で初めて大司祭の職に就いた。

## 誕生
- 桑弘羊 - 前漢の政治家

## 死去
- マルクス・アエミリウス・レピドゥス - 執政官
- マルクス・ポルキウス・カトー・リキニアヌス - 法学者
- 張蒼 - 前漢の政治家